# 柬埔寨王家宪兵
柬埔寨王家憲兵（ 高棉语：កងរាជអាវុធហត្ថ）或“军事警察”，是柬埔寨王家军队的一个分支，它是负责柬埔寨公共秩序的维护和国内安全。总人数10000多人，其总部设在金边，它是由柬埔寨王家军队兼宪兵队最高总司令直接监督之下。目前柬埔寨王家憲兵队的总督是洪森的顾问邵速卡，

## 职责
- 柬埔寨王家憲兵职责是：
- 恢复社会和平与稳定，
- 反恐
- 打击暴力集团
- 镇压暴动

- 它对公民的职责包括：维护社会安全和和平，调查和预防犯罪组织，恐怖主义和其他暴力团体;以保护国家和私人财产;帮助和协助平民在其他紧急情况，如自然灾害、火灾、水灾等的救援。

- 其军事职责包括：维护国家安全，恢复国家，财产，社会安宁和社会秩序，并协助其他安全部门武装在紧急时刻，如内乱、战争情况下;镇压骚乱;加强戒严和动员、战斗、逮捕犯罪嫌疑人、恐怖分子和其他暴力集团。

## 组织
柬埔寨王家憲兵总部位于金边。
柬埔寨王家憲兵队监控柬埔寨境内所有25个省和186个区，并与当地人民工作。

## 武器
| 名称        | 类型       | 来源国家   |
| ----------- | ---------- | ---------- |
| TT-33       | 手枪       | 苏联       |
| 馬卡洛夫PMM | 手枪       | 苏联       |
| 54式        | 手枪       | 中国       |
| 56式        | 突击步枪   | 中国       |
| AKM         | 突击步枪   | 苏联       |
| AKMS        | 突击步枪   | 苏联       |
| SS1-V1      | 突击步枪   | 印度尼西亚 |
| M16A1       | 突击步枪   | 美国       |
| CAR-15      | 突击步枪   | 美国       |
| FN FAL      | 突擊步槍   | 比利时     |
| MP5A4       | 冲锋枪     | 德国       |
| RPD         | 轻机枪     | 苏联       |
| 56式        | 轻机枪     | 中国       |
| 77式        | 重机枪     | 中国       |
| PKM         | 通用机枪   | 苏联       |
| 80式        | 通用机枪   | 中国       |
| B-40        | 火箭弹     | 苏联       |
| RPG-7D      | 火箭弹     | 苏联       |
| 69式        | 火箭弹     | 中国       |
| M203        | 榴弹发射器 | 美国       |
| M79         | 榴弹发射器 | 美国       |

## 另请参阅
- 宪兵
- 柬埔寨王家軍
- 柬埔寨王家陸軍
- 柬埔寨王家海军
- 柬埔寨王家空军